# Stadttheater Steyr

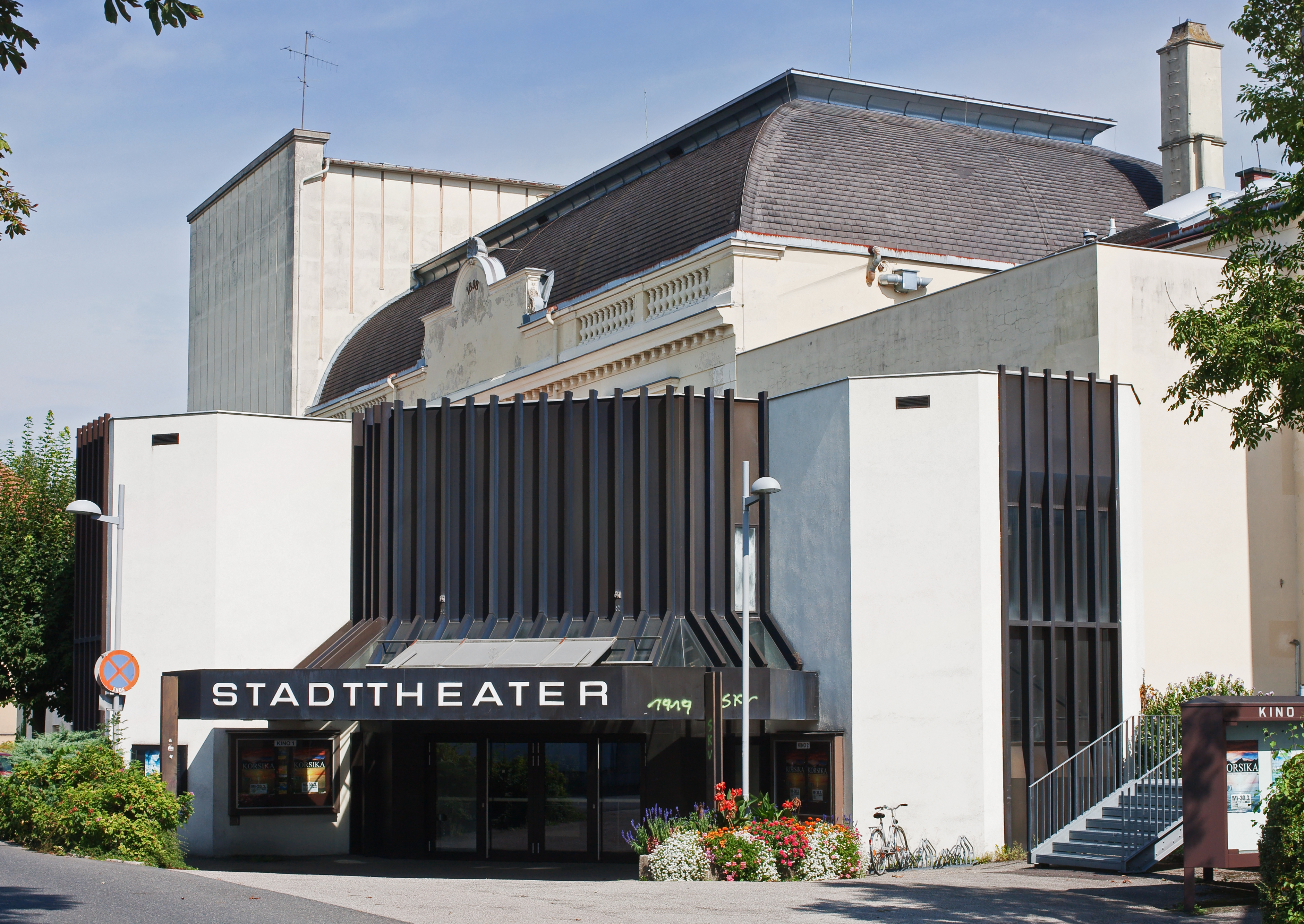
Stadttheater Steyr

Das Stadttheater Steyr ist ein Theater in der Volksstraße in der Stadtgemeinde Steyr in Oberösterreich. Es dient auch als Kino.

## Geschichte
Am 28. Mai 1898 wurde der Bau als Kaiser-Franz-Joseph-Industrie und Gewerbe-Ausstellungshalle eröffnet. Diese wurde 1924 zum Volkskino und Konzertsaal mit 900 Sitzen umgebaut. 1951 erfolgte ein Umbau nach Plänen des Architekten Piffl.
Da das alte Stadttheater in der Cölestinerinnen-Kirche Steyr bei der Berggasse zu klein und veraltet war, wurde 1957/1958 der alte Bühnentrakt abgebrochen und ein modernes Bühnenhaus an den Saal der Industriehalle nach den Plänen des Architekten Karl von Tobisch-Labotýn angebaut. Das Theater wurde am 27. September 1958 mit Puccinis La Boheme eröffnet.